# Reversibel reaktion
En reversibel reaktion är i kemin en reaktion som är omvändbar, reaktionen kan "gå åt båda hållen". I reaktionen
{\displaystyle a\mathrm {A} +b\mathrm {B} \rightleftharpoons c\mathrm {C} +d\mathrm {D} }
kan C och D bildas genom en reaktion mellan A och B, men den omvända reaktionen är också möjlig, C och D reagerar så att A och B bildas.
I regel sker de alltid samtidigt i olika delar av blandningen, ibland med samma hastighet(detta kallas då att lösningen har uppnått jämvikt), men ibland med olika hastighet.